# Bicorne

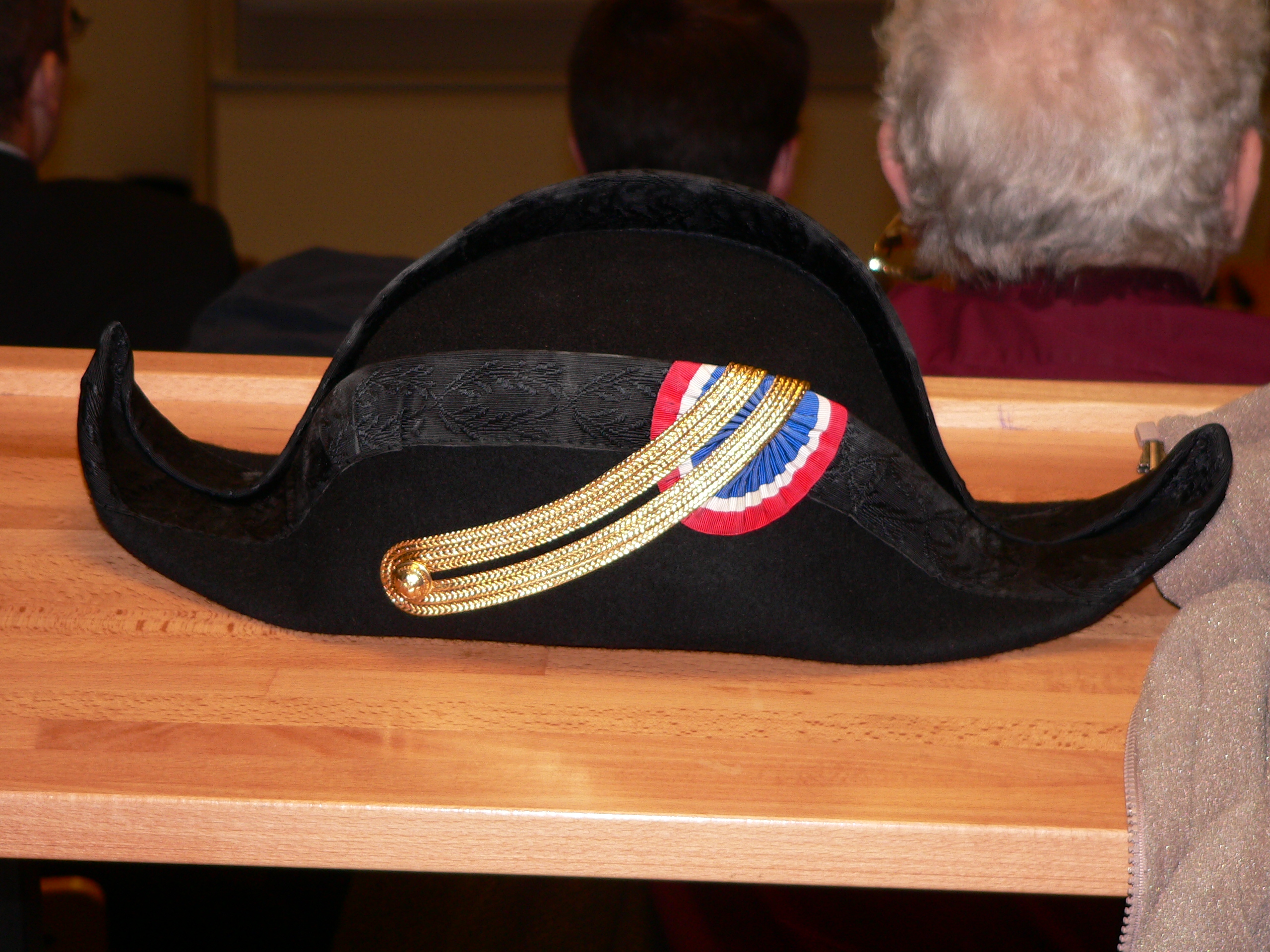
Bicorne ou Bicórnio

Um bicorne ou bicórneo é um chapéu de dois bicos que evoluiu do antigo tricórnio. Originalmente tinha as abas largas e dobradas para cima. Evoluiu no estilo para formas diversas, em muitas das quais não era possível já reconhecer essa origem.
Seu uso se popularizou no final do século XVIII, entre a sociedade europeia e colônias americanas, e foi usado até o começo do século XIX, quando começou a ser substituído pela cartola. 
Entre os militares ele começou a ser usado na década de 1790 e permaneceu em uso durante quase 20 anos, sendo substituído depois pela barretina (para os soldados comuns), mas entre os oficiais de alta patente ele continuou sendo usado até o inicio do século XX. Inicialmente era usado com as pontas de lado, mas depois passou a ser usado com o bico virado para frente. Atualmente está presente nos uniformes de gala de muitos altos cargos, por vezes sendo adornado com galões dourados e plumas.
Os estudantes pobres da Universidade de Salamanca levavam dantes no bicórnio uma colher, com a qual comiam nos conventos a sopa boba. Por esta razão eram conhecidos como os sopistas. 

Na cultura popular o bicorne está associado a Napoleão Bonaparte.

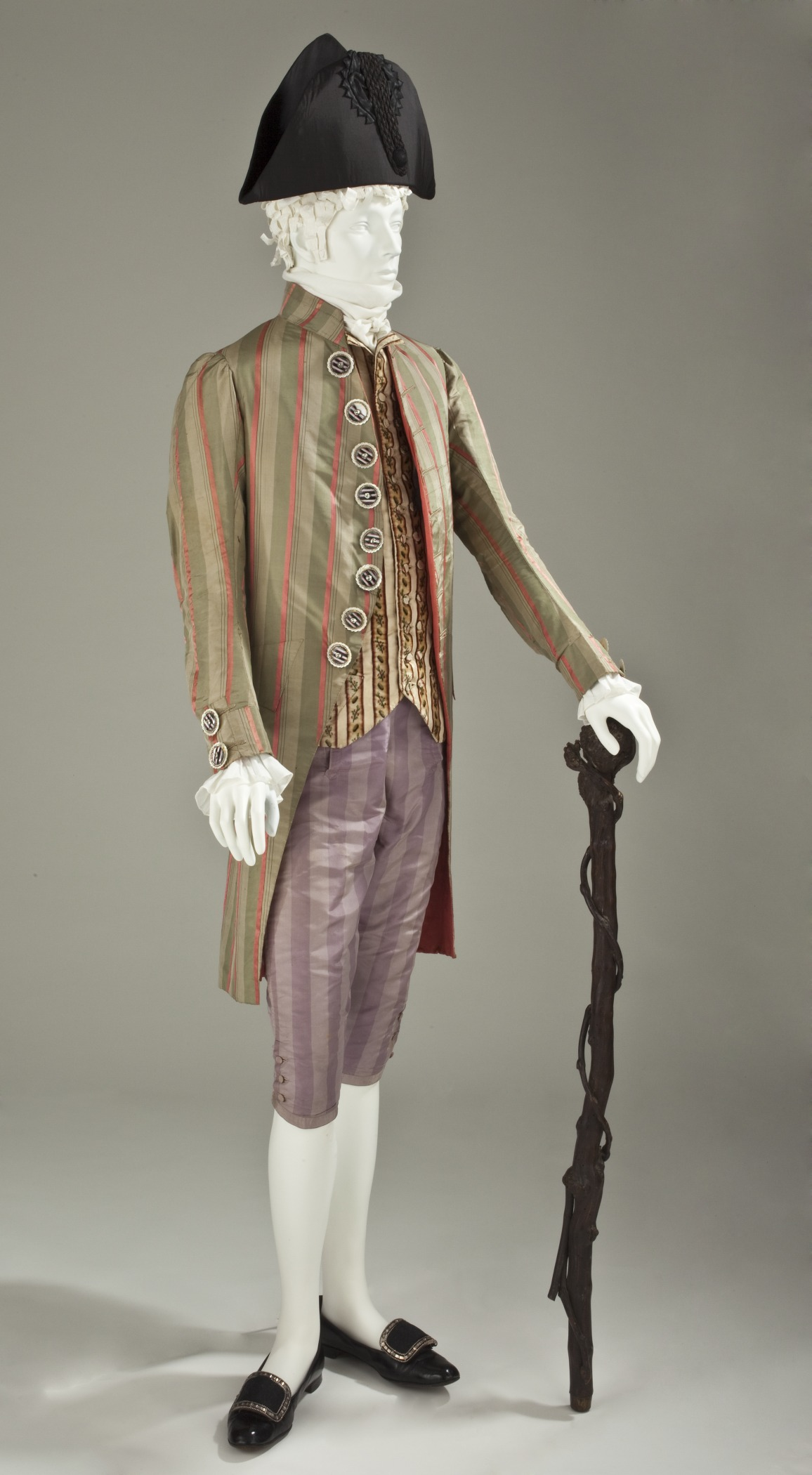
Roupa francesa dos anos 1790-1795, com chapéu bicorne.
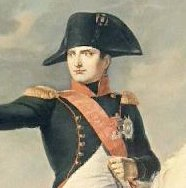
Napoleão Bonaparte e seu chapéu bicorne.
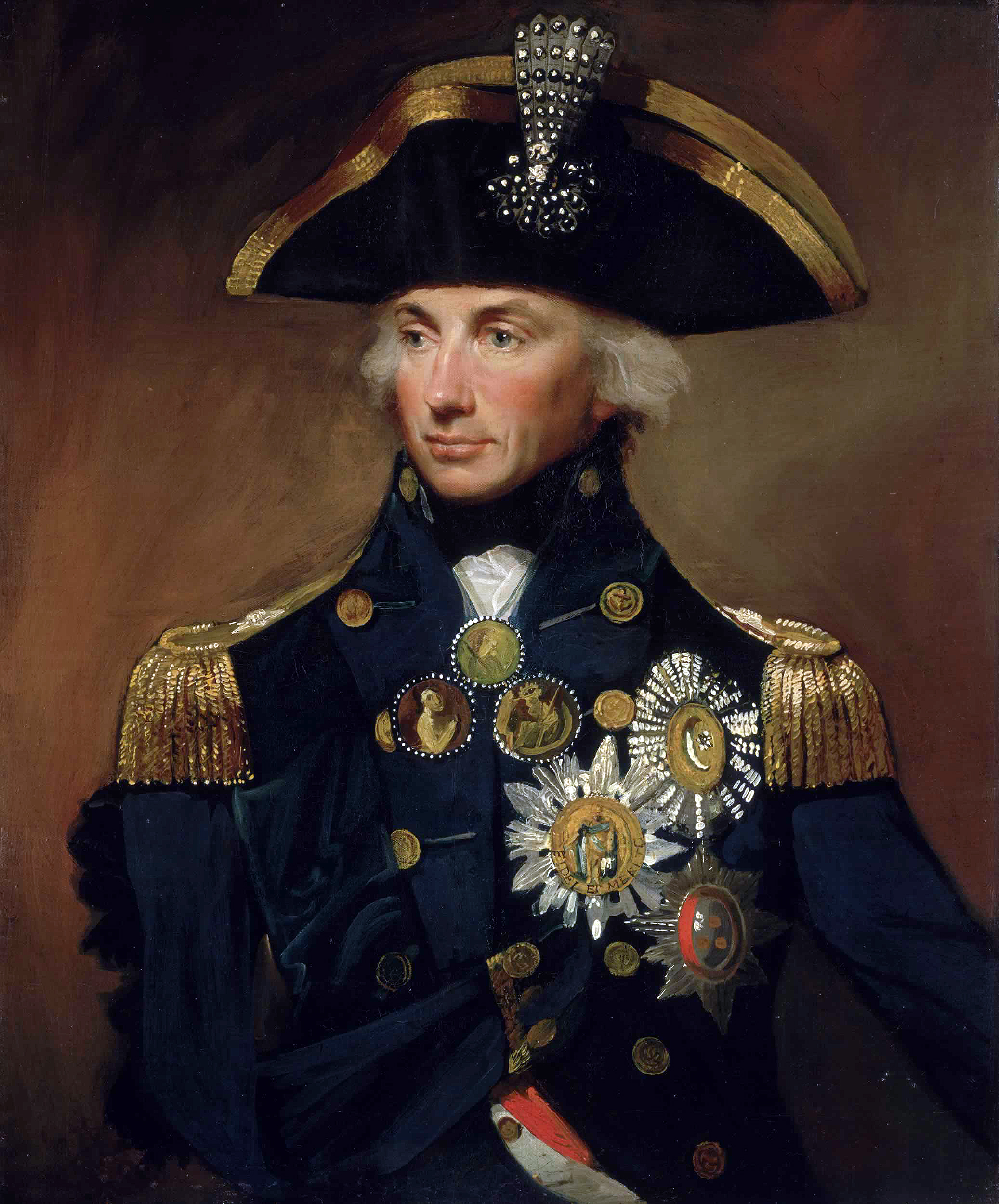
Almirante Nelson, 1799.
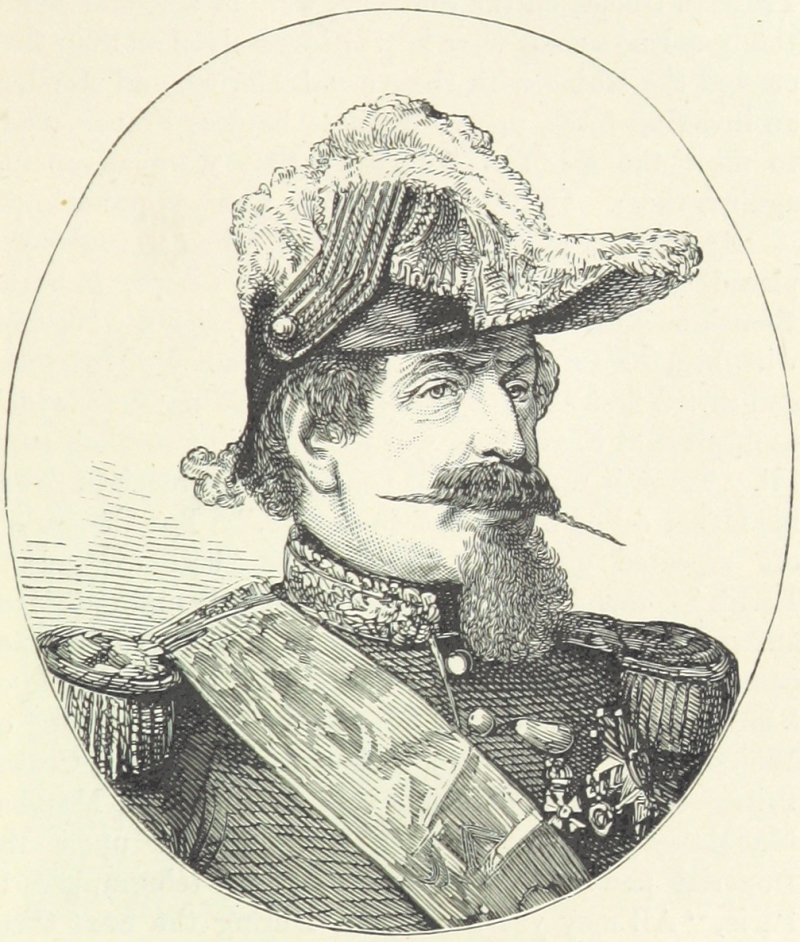
Napoleão III, década de 1860.
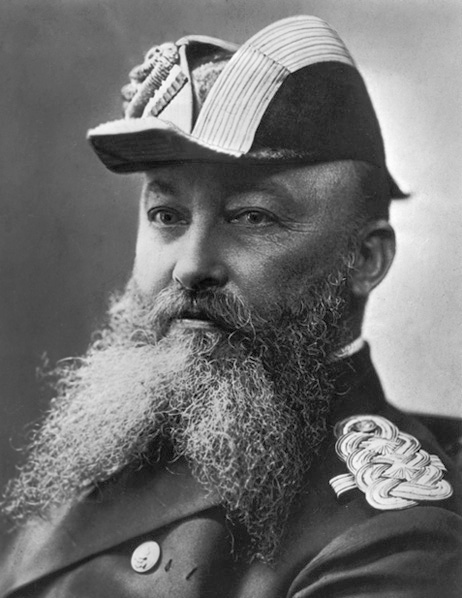
Almirante Tirpitz, c. 1900.
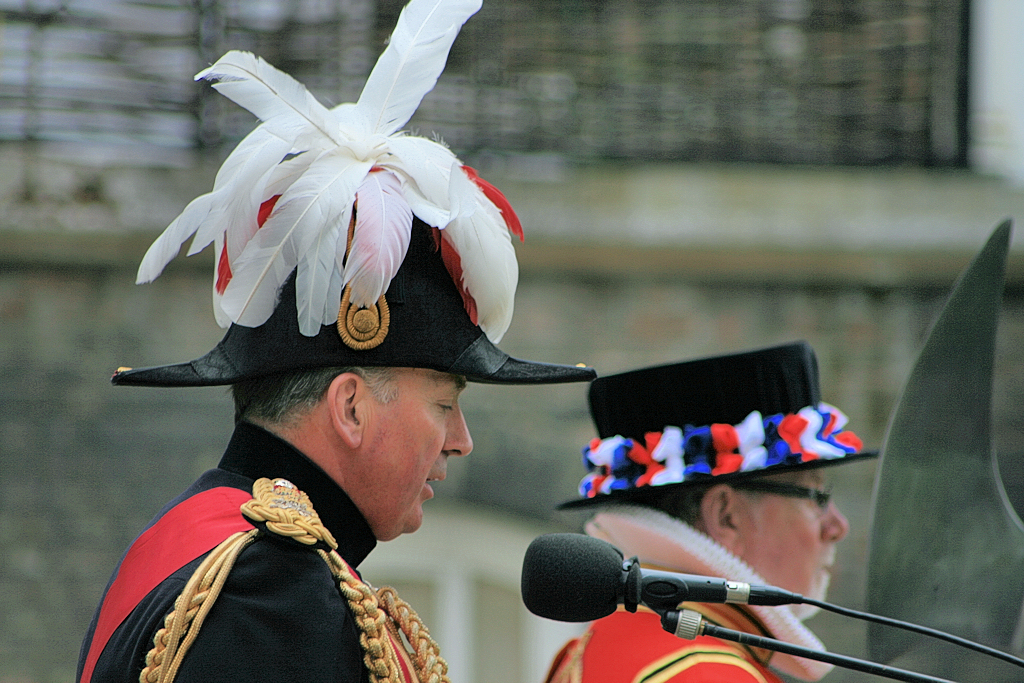
Bicorne sendo usado em cerimonia do exercito inglês, 2010.